# Cascadas de Farin Ruwa
Cascadas de Farin Ruwa son unas caídas de agua que se encuentran en la región central del país africano de Nigeria. Es uno de los mayores saltos de agua en ese país. En África por su altura total es una de las más importantes.
La fuente de Farin Ruwa se encuentra en la meseta de Jos, desde donde brota desde lo alto de este accidente geográfico. Durante su descenso desde la meseta de Jos, alcanza una altura total de unos 150 metros (492 pies) Esta altura es considerable en comparación con las más populares Cataratas de Victoria conocidas por tener una altura de alrededor de 108 metros (354 pies) durante su descenso. Farin Ruwa es un nombre que proviene de lengua local hausa que significa, «el agua blanca».